# Liste der Biografien/Tej
Liste der Biografien |
Portal Biografien |
Personensuche
# |
A |
B |
C |
D |
E |
F |
G |
H |
I |
J |
K |
L |
M |
N |
O |
P |
Q |
R |
S |
T |
U |
V |
W |
X |
Y |
Z |
?
 
Ta |
Tc |
Te |
Tf |
Tg |
Th |
Ti |
Tj |
Tk |
Tl |
Tm |
To |
Tq |
Tr |
Ts |
Tu |
Tv |
Tw |
Tx |
Ty |
Tz
 
Tea |
Teb |
Tec |
Ted |
Tee |
Tef |
Teg |
Teh |
Tei |
Tej |
Tek |
Tel |
Tem |
Ten |
Teo |
Tep |
Teq |
Ter |
Tes |
Tet |
Teu |
Tev |
Tew |
Tex |
Tey |
Tez
Die Liste der Biografien führt alle Personen auf, die in der deutschsprachigen Wikipedia einen Artikel haben. Dieses ist eine Teilliste mit 52 Einträgen von Personen, deren Namen mit den Buchstaben „Tej“ beginnt.

## Tej
- Tej Bunnag (* 1943), thailändischer Historiker und Diplomat
- Tej, Issam (* 1979), tunesischer Handballspieler und -trainer

### Teja
- Teja († 552), letzter König der Ostgoten
- Tejada y Spínola, Francisco Elías de (1917–1978), spanischer Philosoph und Traditionalist
- Tejada, Alberto (* 1956), peruanischer Mediziner, Fernsehmoderator, Politiker, Fußballschiedsrichter
- Tejada, Harold (* 1997), kolumbianischer Radrennfahrer
- Tejada, John (* 1974), österreichischer DJ und Musikproduzent
- Tejada, Justo (1933–2021), spanischer Fußballspieler
- Tejada, Lucy (1920–2011), kolumbianische Malerin
- Tejada, Luis (1982–2024), panamaischer Fußballspieler
- Tejada, Manuel (* 1957), dominikanischer Komponist und Arrangeur
- Tejada-Flores, Miguel, US-amerikanischer Drehbuchautor
- Tejado Muñoz, Segundo (* 1960), spanischer römisch-katholischer Geistlicher und Kurienbeamter
- Tejado y Rodríguez, Gabino (1819–1891), spanischer Journalist und Schriftsteller
- Tejan-Sie, Banja (1917–2000), sierra-leonisches Generalgouverneur
- Tejaratchi, Effat (1917–1999), iranische Pilotin
- Tejas, Carlos (* 1971), chilenischer Fußballspieler
- Tejas, Lurdiana, brasilianische Bauchtänzerin, Tanzpädagogin und Influencerin

### Tejc
- Tejchma, Józef (1927–2021), polnischer Politiker und Diplomat

### Teje
- Teje, Große Königliche Gemahlin und de facto Mitregentin des ägyptischen Pharaos Amenhotep III.Teje

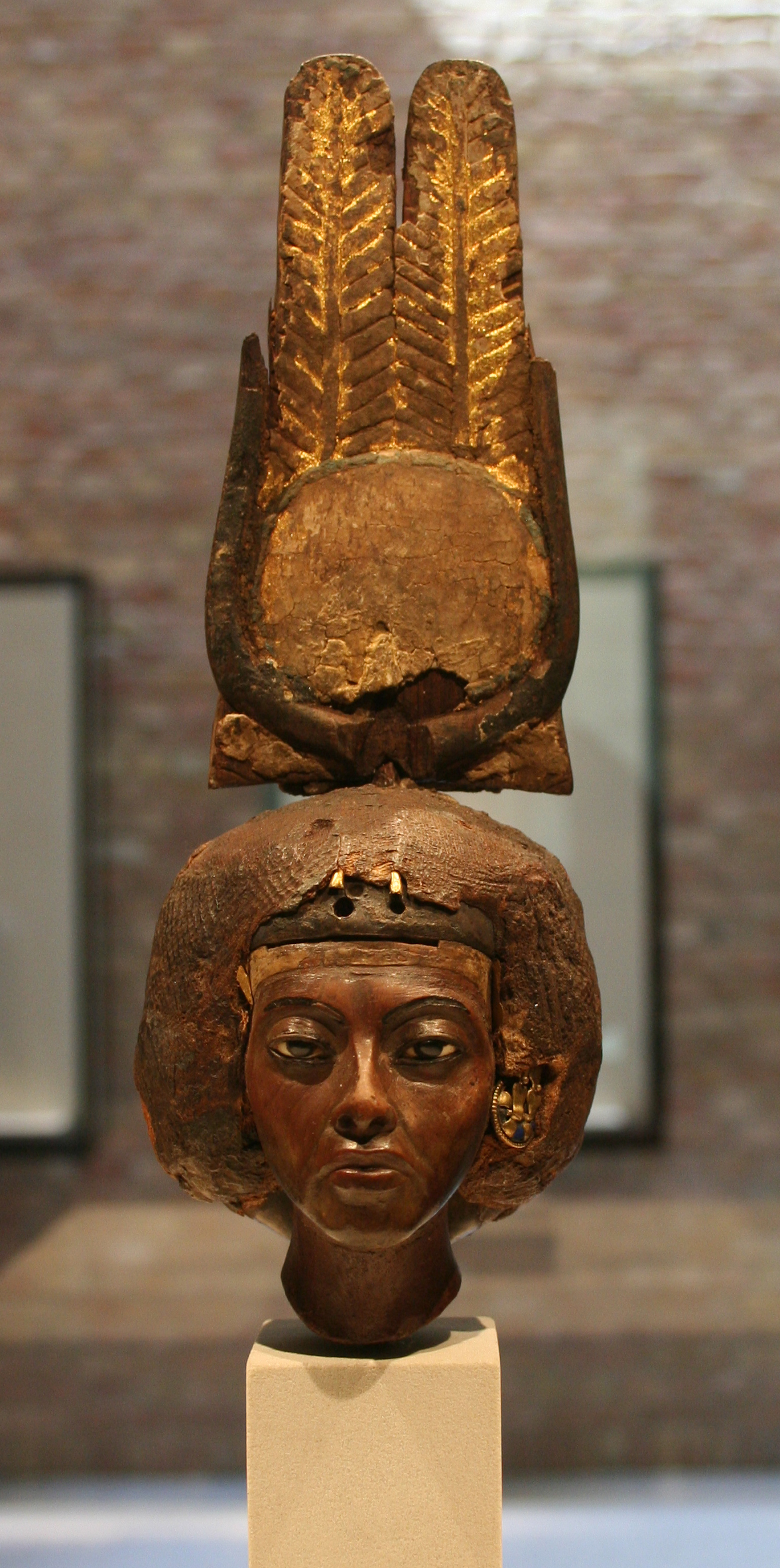
Teje

- Tejeda García, Felipe (1935–2018), mexikanischer Ordensgeistlicher, römisch-katholischer Weihbischof in Mexiko
- Tejeda Olivares, Adalberto (1883–1960), mexikanischer Botschafter
- Tejeda Rosario, Príamo Pericles (1934–2024), dominikanischer Geistlicher, römisch-katholischer Bischof von Baní
- Tejeda, Anay (* 1983), kubanische Hürdenläuferin
- Tejeda, Eduardo Estéban (* 1923), argentinischer Komponist
- Tejeda, Francisco (* 1998), ecuadorianischer Leichtathlet
- Tejeda, Frank (1945–1997), US-amerikanischer Politiker
- Tejeda, Gladys (* 1985), peruanische Leichtathletin
- Tejeda, Marcelo (* 1988), salvadorianisch-uruguayischer Fußballspieler
- Tejeda, Yeltsin (* 1992), costa-ricanischer Fußballspieler
- Tejeda, Yesi (* 2003), dominikanische Leichtathletin
- Tejedor, Francisco (* 1966), kolumbianischer Boxer
- Tejeira, Michel (* 1992), uruguayischer Fußballspieler
- Tejera, Adolfo (1910–1991), uruguayischer Politiker und Journalist
- Tejera, Danny (* 1986), uruguayischer Fußballspieler
- Tejera, Domingo (1899–1969), uruguayischer Fußballspieler
- Tejera, Eusebio (1922–2002), uruguayischer Fußballspieler
- Tejera, Gustavo (* 1988), uruguayischer Fußballschiedsrichter
- Tejera, Juan (* 1983), uruguayischer Fußballspieler
- Tejera, Martín (* 1991), uruguayischer Fußballspieler
- Tejera, Pablo (* 1996), uruguayischer Fußballspieler
- Tejero, Álvaro (* 1996), spanischer Fußballspieler
- Tejero, Antonio (* 1932), spanischer Polizist, Oberstleutnant der Guardia CivilAntonio Tejero (* 1932)

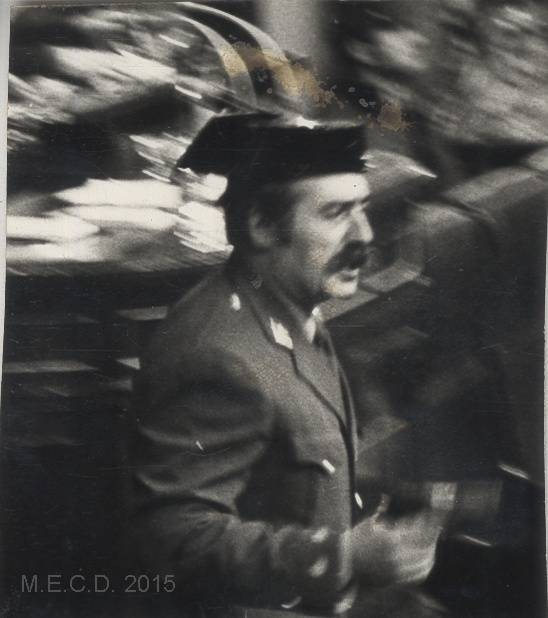
Antonio Tejero (* 1932)

- Tejero, Delhy (1904–1968), spanische Malerin, Zeichnerin und Hochschullehrerin
- Tejero, Fernando (* 1967), spanischer Schauspieler
- Tejessy, Fritz (1895–1964), deutsch-tschechoslowakischer Journalist und Leiter des Landesamtes für Verfassungsschutz Nordrhein-Westfalen

### Teji
- Tejima, Keizaburō (* 1935), japanischer Illustrator und Bilderbuchautor
- Tejima, Seiichi (1850–1918), japanischer Pädagoge

### Tejk
- Tejkowski, Bolesław (1933–2022), polnischer Politiker, Rechtsextremist, Bauingenieur und Soziologe

### Tejl
- Tejle, Lotta (* 1960), schwedische Schauspielerin und Sängerin

### Tejo
- Tejo, Sujiwo (* 1962), indonesischer Filmregisseur, Schauspieler und Sänger

### Tejt
- Tejtel, Jakow (1850–1939), russischer Richter und Gründer des Verbands russischer Juden in Deutschland